# جيمس كوين (منافس ألعاب قوى)
جيمس كوين (بالإنجليزية: James Quinn)‏ هو منافس ألعاب قوى أمريكي، ولد في 9 سبتمبر 1906 في بروكلين في الولايات المتحدة، وتوفي في 12 يوليو 2004 في كرانستون في الولايات المتحدة.

## وصلات خارجية
- جيمس كوين على موقع أوليمبيديا (الإنجليزية)